# Sodo (Paliyan)
Sodo is een bestuurslaag in het regentschap Gunung Kidul van de provincie Jogjakarta, Indonesië. Sodo telt 4344 inwoners (volkstelling 2010).